# Leonel Zilhão Ayres da Silva Barros
Leonel Zilhão Ayres da Silva Barros (Macau, 30 de agosto de 1924 – Macau, 31 de janeiro de 2011) foi um escritor, pintor, desenhador, músico, activista cívico, contador de histórias, investigador histórico, funcionário público e veterinário macaense que dedicou toda a sua vida a Macau. De nacionalidade portuguesa, ele era oriundo de uma família macaense tradicional e era vulgarmente conhecido como "Neco".
Leonel Barros era conhecido por ser um autodidacta muito culto, sorridente, simples, humilde, modesto, discreto, afável, talentoso e sorridente. Era famoso por ser uma "enciclopédia ambulante" sobre as coisas de Macau e um grande contador de histórias com sentido de humor, contribuindo para dar vida e continuação à memória do Macau antigo, que já não existe.

## Biografia
Leonel Barros nasceu em Macau, no dia 30 de Agosto de 1924. Cedo, acompanhou o seu avô, que era capitão de um barco a vapor, nas suas viagens marítimas a Cantão. Em 1943, durante a Segunda Guerra Mundial, ele teve que abandonar o 4º ano do Liceu de Macau para cumprir o serviço militar obrigatório no Quartel de São Francisco. Neste período conturbado, em que Macau permaneceu neutro por ser uma colónia portuguesa, ele presenciou a fome, o desespero e a vida dura que muitas pessoas tinham, principalmente as centenas de milhares de refugiados que Macau abrigou. Lembrava-se de cenas deprimentes em que os esfomeados tiveram que comer os cadáveres que se amontoavam nas ruas de Macau, bem como a carne rija de tubarão que se servia no quartel militar. Na altura, resolveu também protestar por receber um salário de 90 patacas, menos 30 patacas do que os soldados oriundos de Portugal.
Depois do serviço militar, tornou-se um funcionário público, tal como muitos macaenses da sua época. Depois da sua reforma, trabalhou ainda cerca de 15 anos para a Companhia de Electricidade de Macau (CEM) e tirou um curso de veterinária por correspondência. Quando terminou o curso, ele era um dos primeiros e poucos veterinários existentes em Macau e, por isso, era muito consultado, por telefone, por todas as pessoas que tinham problemas com os seus animais. O seu amor pelos animais era tanta que chegou a ter 11 cães no seu terraço e gostava de meter-se "na floresta para ver as aves. O sítio mais lindo era o Mangal, onde ficava horas a vê-las a apanhar o peixe".
Devido aos seus vastos conhecimentos de botânica e de veterinária, contribuiu para a instalação e aperfeiçoamento do Mini-Zoo do Jardim da Flora, do canil e da antiga Granja do Parque de Seac Vai Pan. Os seus grande conhecimentos sobre Macau levou-o também a participar na criação e instalação do Museu Marítimo. Fazendo parte da equipa de instalação, ele doou ao Museu Marítimo a sua colecção de 2 000 conchas e uma série de desenhos feitos por ele, ajudou a embalsamar os animais expostos e inclusivamente colaborou no desenho do edifício. A sua dedicação na equipa de instalação valeu-lhe mais tarde a sua transferência para o Museu de Macau, onde foi também funcionário e contribuiu para a concepção da exposição da casa tradicional macaense.
Devido ao seu inestimável contributo e dedicação a Macau, ele recebeu a Medalha de Mérito Cultural, concedido em 1995 pelo Governo de Macau, e um louvor pela Capitania dos Portos de Macau em 1999, antes da transferência de soberania de Macau para a China.

### Artes, música e desporto
Tal como o seu pai, Leonel Barros era um desenhador apaixonado, deixando em Macau várias obras artísticas, que incluem muitos desenhos, cartazes, pinturas a óleo ou em azulejo, colecções de selos (editados pelos CTT Macau) e aguarelas. Uma das suas obras mais famosas é um painel que está na sala de refeições da residência consular portuguesa (antiga Hotel Bela Vista) e no qual destacava a Torre de Belém.
Além do desenho e da pintura, Leonel Barros era também um grande músico e tocava vários instrumentos como a viola, a flauta e a bateria. Devido aos seus dotes musicais, integrou vários conjuntos musicais como a antiga banda do Hotel Estoril, que era o primeiro grande complexo de turismo e jogo detido por Stanley Ho, ou a banda "Six Rockers", que tocava rock and roll e onde ele era o baterista.
Leonel era também um homem muito desportivo, sendo professor de karate e um grande amante de kart. Participou na primeira corrida de kart em Macau, mas ninguém conseguiu passar a primeira volta porque os motores queimaram todos. Houve uma altura da sua vida que se interessou pelo culturismo e levantava pesos.

### Escrita e investigação histórica
Leonel Barros só começou a escrever livros por volta dos 80 anos de idade, para registar as suas memórias e histórias vividas ou coleccionadas por ele. Até lá, não tendo grande hábito de escrita, devido à sua extraordinária capacidade de memória, limitou-se a anotar em papéis soltos ou em crónicas de jornais alguns episódios e histórias da sua longa vida. A sua grande curiosidade levou-o a interrogar, coleccionar e investigar as lendas, as tradições populares, os diferentes modos de viver e os costumes locais, sobretudo os dos chineses. Coleccionava muitas coisas, partes da História de Macau, incluindo escritos em patuá macaense, o crioulo de base portuguesa que nasceu em Macau.
Mesmo começando tarde, conseguiu escrever aproximadamente uma dezena de livros, que são um precioso registo e testemunho preservador da identidade macaense. Sendo um frequente colaborador da imprensa local, ele escrevia sempre crónicas e artigos no Jornal Tribuna de Macau desde a sua fundação, em 1982.
Segue-se uma lista dos principais livros escritos por ele e publicados:
- "Ilustrações da Fauna e Flora de Macau";
- "Guia Ilustrado das Cobras Venenosas de Macau";
- "Macau – Coisas da Terra e do Céu" (Direcção dos Serviços de Educação e Juventude, 1999);
- "Templos, Lendas e Rituais – Macau" (Associação Promotora da Instrução dos Macaenses, 2003);
- "Memórias Náuticas – Macau" (Associação Promotora da Instrução dos Macaenses, 2003);
- "Tradições Populares" (Associação Promotora da Instrução dos Macaenses, 2004);
- "Memórias do Oriente em Guerra – Macau" (Associação Promotora da Instrução dos Macaenses, 2006);
- "Homens Ilustres e Benfeitores de Macau" (Associação Promotora da Instrução dos Macaenses, 2007);
- "Igrejas de Macau e Cerimónias Religiosas" (Associação Promotora da Instrução dos Macaenses, 2010).

### Família
Sendo filho de Francisco de Paula Barros e de Ângela Maria Hyndman Aires da Silva, Leonel Barros casou em 1945 com Margaret Teresa Silva (1927-1987), com quem teve um filho, chamado Frederico António Aires da Silva Barros, que nasceu em 1946. Porém, acabou por divorciar e, em 1955, voltou a casar com Ildegarde e Maria de Fátima Lobato de Faria (1929-1992). Leonel Barros tem também um irmão, chamado Mário Edmundo Ayres da Silva Barros, que nasceu em 1926.